# El hombre de Maisinicú
El hombre de Maisinicú es un largometraje cubano de 1973 dirigido por Manuel Pérez. Concursó en el 8.º Festival Internacional de Cine de Moscú en donde Sergio Corrieri ganó el premio al mejor actor.

## Reparto
- Mario Balmaseda
- Miguel Benavides
- Rogelio Blain
- Iván Colas
- Sergio Corrieri
- Enrique Domínguez
- Raúl Eguren
- Enrique Molina
- Alberto Duran(Teatro Escambray)